# Fajac-en-Val
Fajac-en-Val é uma comuna francesa na região administrativa de Occitânia, no departamento de Aude. Estende-se por uma área de 13,81 km². Em 2010 a comuna tinha 39 habitantes (densidade: 2,8 hab./km²).